# 말보르크군

포모제주 지도에 표시된 말보르크군의 위치

말보르크군(폴란드어: powiat malborski)은 폴란드 포모제주에 위치한 군으로 군청 소재지는 말보르크이며 면적은 494.63km2, 인구는 63,575명(2019년 기준), 인구 밀도는 130명/km2이다.
북쪽으로는 노비드부르군, 동쪽으로는 바르미아마주리주 엘블롱크군, 남쪽으로는 슈툼군, 서쪽으로는 트체프군, 북서쪽으로는 그단스크군과 접한다. 6개 지방 자치체(1개 도시, 1개 도시형 농촌, 4개 농촌)를 관할한다.

군기
군 문장